# ロベール・メルル

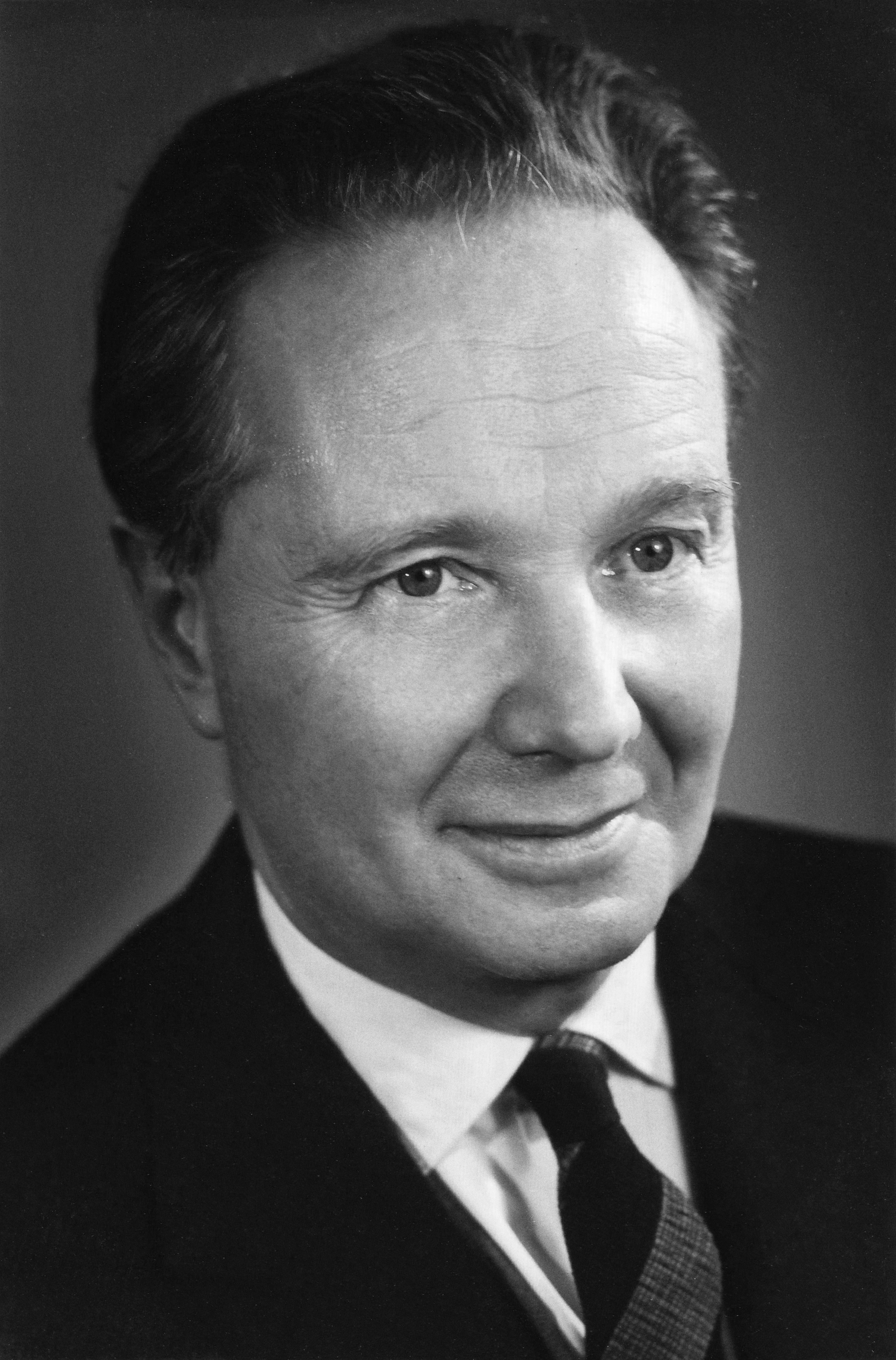
ロベール・メルル（1964年）

ロベール・メルル（Robert Merle、1908年8月20日 - 2004年3月27日）は、アルジェリア生まれのフランスの作家。
日本語では名（ファーストネーム）のみを英語発音の仮名転写とした「ロバート・メルル」という読みもある。しかし、Merle を「メルル」と読むのはフランス語独特であり、英語発音の転写であれば「ロバート・マール」が本来で、そのような読みも散見される。

## 人物
1908年、フランス占領下にあったアルジェリアのテベッサで生まれたメルルは、1918年にパリへ転居し、パリ大学を卒業している。
デビュー作『ズイドコートの週末』は、フランスで最も権威のある文学賞の一つであるゴンクール賞を受賞。1964年のフランス・イタリア合作映画『ダンケルク』（アンリ・ヴェルヌイユ監督）の原作にもなった。
長編小説『イルカの日』は、1974年に監督マイク・ニコルズ、主演ジョージ・C・スコットで映画化された。
2004年、パリ近郊の自宅で心臓発作により、95歳で死去した。

## 作品リスト
- ズイドコートの週末（Week-end à Zuydcoote、1949年）
- 死はわが職業（La mort est mon métier、1952年）
- カストロのモンカダ襲撃（Moncada, premier combat de Fidel Castro、1965年）
- イルカの日（Un animal doué de raison、1967年）
- マレヴィル（Malevil、1973年） ：1974年、ジョン・W・キャンベル記念賞を受賞。
- 種馬にされた男たち（Les hommes protégés、1974年）
- マドラプールに消えた（Madrapour、1976年）
- シオラック家の運命（Fortune de France、1977年）

ほか、日本語版未出版の作品がある。